# Prix Robert Auvray
Prix Robert Auvray är ett travlopp för femåriga hingstar och Ston som äger rum i mars på Hippodrome de Vincennes i Paris i Frankrike. Det är ett Grupp 2-lopp, man måste minst ha sprungit in 54 000 euro för att få starta.
Loppet körs sedan 1981 över 2850 meter på stora banan på Vincennes, med voltstart. Den samlade prissumman är 120 000 euro, och 54 000 euro i första pris.
Löpningsrekordet i loppet har hästen Hooker Berry som kördes av kusken Jean-Michel Bazire som vann på tiden 1'12''3.

## Vinnare
| År   | Häst                                              | Far                                               | Kusk                                              | Tränare                                           | Tid/km                                            |                                                   |
| ---- | ------------------------------------------------- | ------------------------------------------------- | ------------------------------------------------- | ------------------------------------------------- | ------------------------------------------------- | ------------------------------------------------- |
| 2025 | Kanto Avis                                        | Ready Cash                                        | Benjamin Rochard                                  | Marc Sassier                                      | 1'11"7                                            |                                                   |
| 2024 | Jack Tonic                                        | Charly du Noyer                                   | Théo Duvaldestin                                  | Thierry Duvaldestin                               | 1'12"5                                            |                                                   |
| 2023 | It's A Dollarmaker                                | Saxo de Vandel                                    | Éric Raffin                                       | Sébastien Guarato                                 | 1'12"7                                            |                                                   |
| 2022 | Hooker Berry                                      | Booster Winner                                    | Jean-Michel Bazire                                | Franck Leblanc                                    | 1'12"3                                            |                                                   |
| 2021 | Gelati Cut                                        | Coktail Jet                                       | Gabriele Gelormini                                | Romain-Christian Larue                            | 1'13"2                                            |                                                   |
| 2020 | Inställt p.g.a. den pågående coronaviruspandemin. | Inställt p.g.a. den pågående coronaviruspandemin. | Inställt p.g.a. den pågående coronaviruspandemin. | Inställt p.g.a. den pågående coronaviruspandemin. | Inställt p.g.a. den pågående coronaviruspandemin. | Inställt p.g.a. den pågående coronaviruspandemin. |
| 2019 | Excellent                                         | Real de Lou                                       | Alexandre Abrivard                                | Laurent-Claude Abrivard                           | 1'12"5                                            |                                                   |
| 2018 | Détroit Castelets                                 | Néoh Jiel                                         | Matthieu Abrivard                                 | Jean-Luc Dersoir                                  | 1'14"                                             |                                                   |
| 2017 | Carat Williams                                    | Prodigious                                        | David Thomain                                     | Sébastien Guarato                                 | 1'13"2                                            |                                                   |
| 2016 | Bélina Josselyn                                   | Love You                                          | Jean-Michel Bazire                                | Jean-Michel Bazire                                | 1'14"2                                            |                                                   |
| 2015 | Arlington Dream                                   | Ready Cash                                        | Yoann Lebourgeois                                 | Philippe Allaire                                  | 1'12"8                                            |                                                   |
| 2014 | Viking de Val                                     | Baccarat du Pontl                                 | Éric Lambertz                                     | Éric Lambertz                                     | 1'13"7                                            |                                                   |
| 2013 | Ualtar                                            | Ganymède                                          | Franck Nivard                                     | Thierry Duvaldestin                               | 1'13"7                                            |                                                   |
| 2012 | Tchao de Loiron                                   | Insert Gédé                                       | Jean-Michel Bazire                                | Franck Leblanc                                    | 1'15"9                                            |                                                   |
| 2011 | Sierra Leone                                      | John Arifant                                      | Jean-William Hallais                              | Jean-William Hallais                              | 1'14"2                                            |                                                   |
| 2010 | Rodrigo Jet                                       | Coktail Jet                                       | Pierre Vercruysse                                 | Jean-Étienne Dubois                               | 1'14"8                                            |                                                   |
| 2009 | Quitus du Mexique                                 | Korean                                            | Franck Anne                                       | Sébastien Guarato                                 | 1'13"9                                            |                                                   |
| 2008 | Pitt Cade                                         | Fortuna Fant                                      | Jean-Claude Hallais                               | Jean-Claude Hallais                               | 1'14"8                                            |                                                   |
| 2007 | Olivia Jet                                        | Halimède                                          | Jean-Étienne Dubois                               | Jean-Étienne Dubois                               | 1'16"6                                            |                                                   |
| 2006 | Neutron du Cebe                                   | Chaillot                                          | Jules Lepennetier                                 | Patrick Orrière                                   | 1'13"8                                            |                                                   |
| 2005 | Mara Bourbon                                      | And Arifant                                       | Jean-Pierre Dubois                                | Jean-Pierre Dubois                                | 1'15"                                             |                                                   |
| 2004 | Love You                                          | Coktail Jet                                       | Jean-Pierre Dubois                                | Jean-Pierre Dubois                                | 1'14"8                                            |                                                   |
| 2003 | Kiwi                                              | Coktail Jet                                       | Jos Verbeeck                                      | Fabrice Souloy                                    | 1'13"8                                            |                                                   |
| 2002 | Jézabelle des Bois                                | Battling Joe                                      | Philippe Békaert                                  | Jean-Michel Bazire                                | 1'14"7                                            |                                                   |
| 2001 | Ipson de Mormal                                   | Biesolo                                           | Ulf Nordin                                        | Ulf Nordin                                        | 1'15"                                             |                                                   |
| 2000 | Hugo du Bossis                                    | And Arifant                                       | Olivier Raffin                                    | Jean Raffin                                       | 1'16"4                                            |                                                   |
| 1999 | Général du Pommeau                                | Sébrazac                                          | Jules Lepennetier                                 | Jules Lepennetier                                 | 1'13"9                                            |                                                   |
| 1998 | Fetch                                             | Nystag                                            | Jos Verbeeck                                      | Jos Verbeeck                                      | 1'15"4                                            |                                                   |
| 1997 | Easy to Drive                                     | Royal Ludois                                      | Jos Verbeeck                                      | Pierre-Désiré Allaire                             | 1'16"1                                            |                                                   |
| 1996 | Dandy Chouan                                      | Quadrophenio                                      | Yves Dreux                                        | Ivan Lambertz                                     | 1'17"                                             |                                                   |
| 1995 | Canada                                            | Bellouet                                          | Guy Verva                                         | Philippe Verva                                    | 1'16"5                                            |                                                   |
| 1994 | Biddle Princess                                   | Hadol du Vivier                                   | Bernard Oger                                      | Léopold Verroken                                  | 1'16"                                             |                                                   |
| 1993 | Autour d'Aunou                                    | Speedy Somolli                                    | Jean-Étienne Dubois                               | Jean-Étienne Dubois                               | 1'17"8                                            |                                                   |
| 1992 | Vita Nuova                                        | Jorky                                             | Jean-Étienne Dubois                               | Jean-Philippe Dubois                              | 1'16"7                                            |                                                   |
| 1991 | Ultime Atout                                      | Jalno                                             | Ghislain Fontenay                                 | Ghislain Fontenay                                 | 1'17"8                                            |                                                   |
| 1990 | Ténor de Baune                                    | Le Loir                                           | Jean-Baptiste Bossuet                             | Jean-Baptiste Bossuet                             | 1'17"7                                            |                                                   |
| 1989 | Sancho Pança                                      | Chambon P                                         | Joël Hallais                                      | Joël Hallais                                      | 1'18"6                                            |                                                   |
| 1988 | Rainbow Runner                                    | Fakir du Vivier                                   | Jean-Pierre Dubois                                | Jean-Pierre Dubois                                | 1'18"9                                            |                                                   |
| 1987 | Quilon                                            | Honorin                                           | Ghislain Fontenay                                 | Ghislain Fontenay                                 | 1'18"9                                            |                                                   |
| 1986 | Petit Sam                                         | Florestan                                         | Jean-René Gougeon                                 | Jean-René Gougeon                                 | 1'17"5                                            |                                                   |
| 1985 | Ourasi                                            | Greyhound                                         | Jean-René Gougeon                                 | Jean-René Gougeon                                 | 1'19"8                                            |                                                   |
| 1984 | Nador Cléville                                    | Glorieux Jour                                     | Peter Engberg                                     | Stig Engberg                                      | 1'18"9                                            |                                                   |
| 1983 | Merkel                                            | Dégel                                             | Michel Roussel                                    | André Lerenard                                    | 1'19"5                                            |                                                   |
| 1982 | L'Alezan                                          | Apaty                                             | Michel Lenoir                                     | René Veslard                                      | 1'19"1                                            |                                                   |
| 1981 | Képi Vert                                         | Chambon P                                         | Roger Baudron                                     | Roger Baudron                                     | 1'19"2                                            |                                                   |